# No Man's Sky
『No Man's Sky』（ノーマンズスカイ）は、イギリスのインディースタジオであるHello Gamesが開発したゲームソフト。音楽はポストロックバンドである65デイズオブスタティックが担当する。

## 概要
本作は宇宙での探索・生存・冒険をテーマとしたSFアクションアドベンチャーゲームであり、プレイヤーは255の銀河に存在する1844京6744兆737億955万1616個に及ぶ無数の惑星を巡る冒険をしていく。惑星から宇宙まではシームレスなオープンワールドとなっており、ロード画面無しでスムーズにフィールドを移動できる。各恒星系の惑星、動植物、生命体等は自動生成され、全ての惑星に別々の環境が生成され、そのオープンワールドの広さは2019年時点でゲーム史上最大の317垓平方キロメートルに達する。
メインシナリオ（クエスト）は存在するが開始タイミングは任意に選べるため、探索・貿易・基地建築など、シナリオ以外にも自由に行動することも可能。自ら宇宙船を操縦し、銀河の中心への冒険、拠点建築、船団および入植地の運営等の自由度の高いゲーム性を持っている。

## 登場人物
主人公
トラベラーの一人。惑星に不時着した状態で目覚める。

### 生命体
ヴァイキーン
屈強な肉体を持つ戦闘種族。義理や名誉を重んじる。軍のような体制を持ち、最高司令官の下、センチネルと戦っている。
ゲック
蛙のような姿をした二足歩行生命体。通貨となるユニットを稼ぐことに執着している。かつての先祖「はじまりの民」は数々の銀河を征服したとされるが、その威光は遺跡などに見られるのみで、現在のゲックにはない。
コーバックス
機械の体を持つ生命体で、「集合体」を通じて全てのコーバックスは繋がっているとされる。探索や研究を好むものが多い。かつて「はじまりの民」に奴隷とされていた過去を持つ。
トラベラー
上記生命体に区別されない種族であり、名の通り旅することを宿命づけられている。主人公もトラベラーであるとされている。

### その他
アトラス
アトラス語を話す謎の存在。トラベラーの存在理由に関わっているとされ、銀河中にはアトラスに関する遺跡が多く残されている。
センチネル
惑星や銀河を巡回しているロボット。各惑星での資源回収を発見すると攻撃してくる。逆に破壊されると手配ポイントが高くなり、強力なタイプのセンチネルを呼び出してくる。アトラスやコーバックスとも関わりがあるとされるが不明。

## 評価
1800京個の惑星を訪れることができる自由度の高さから前評判は良かったが、発売直後においてはマルチプレイヤーが無い、似たような惑星がいくつも自動生成される、遊びの幅が狭くゲームプレイが単調であるなどの要因で、一定の支持は得たものの高評価とはならなかった。
しかし、2017年10月の「Atlas Rises」、2018年7月の「NEXT」、2018年11月の「VISIONS」、2019年8月の「BEYOND」、2021年9月の「Frontiers」と継続してアップデートを重ねたことにより、クロスプラットフォームとマルチプレイヤーとVRに対応して多彩な環境の惑星とさまざまな行動が楽しめる本格的SFアドベンチャーゲームに仕上がっており、発売から約2年経った2018年7月にSteamレビューも「ほぼ不評」から「賛否両論」に変わり、約5年の歳月を経て2021年9月には「賛否両論」から「やや好評」の評価に転じた。2022年2月には最近の評価で「非常に好評」を獲得している。